# Robert Craft

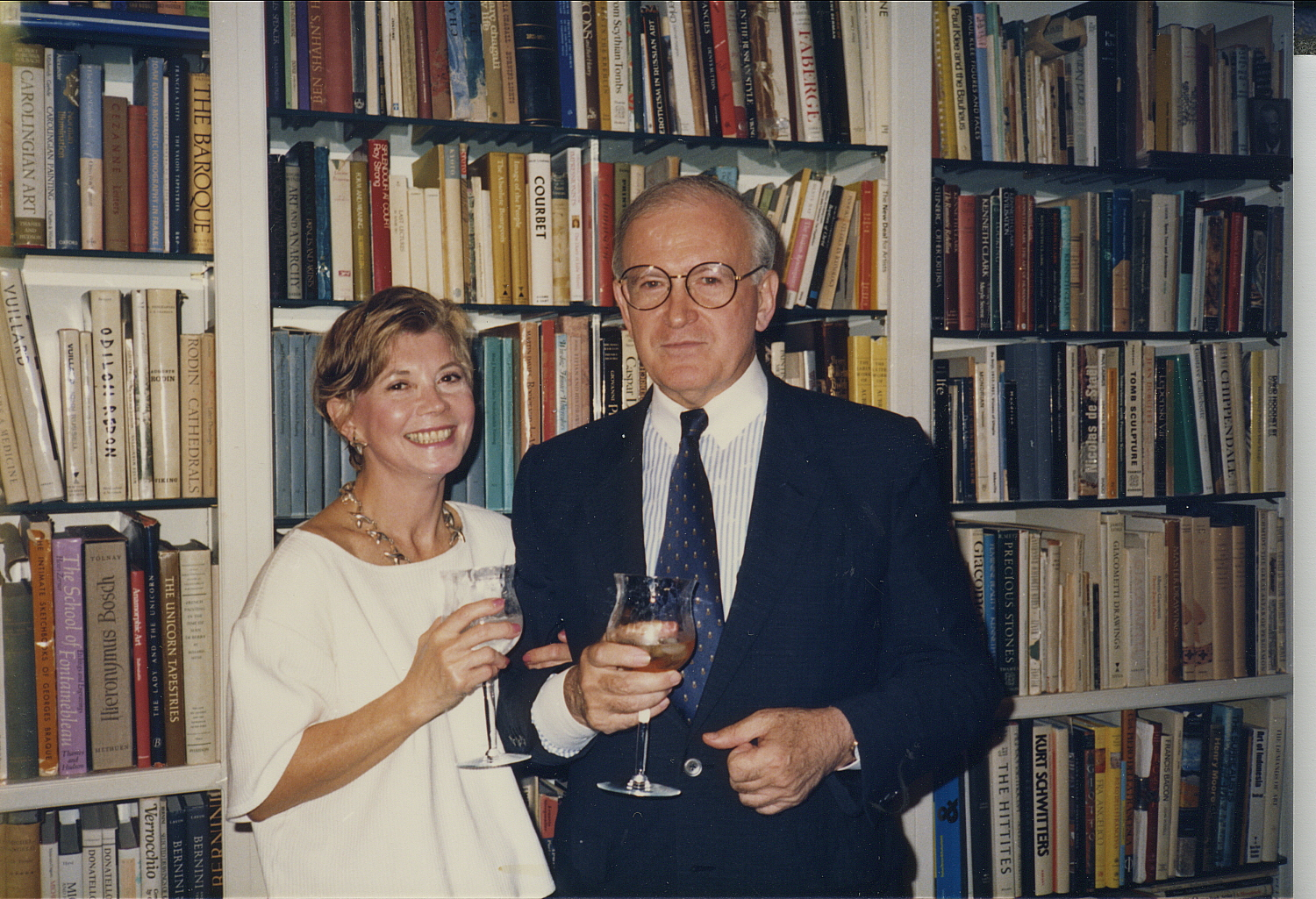
Alva and Robert Craft, um 1990

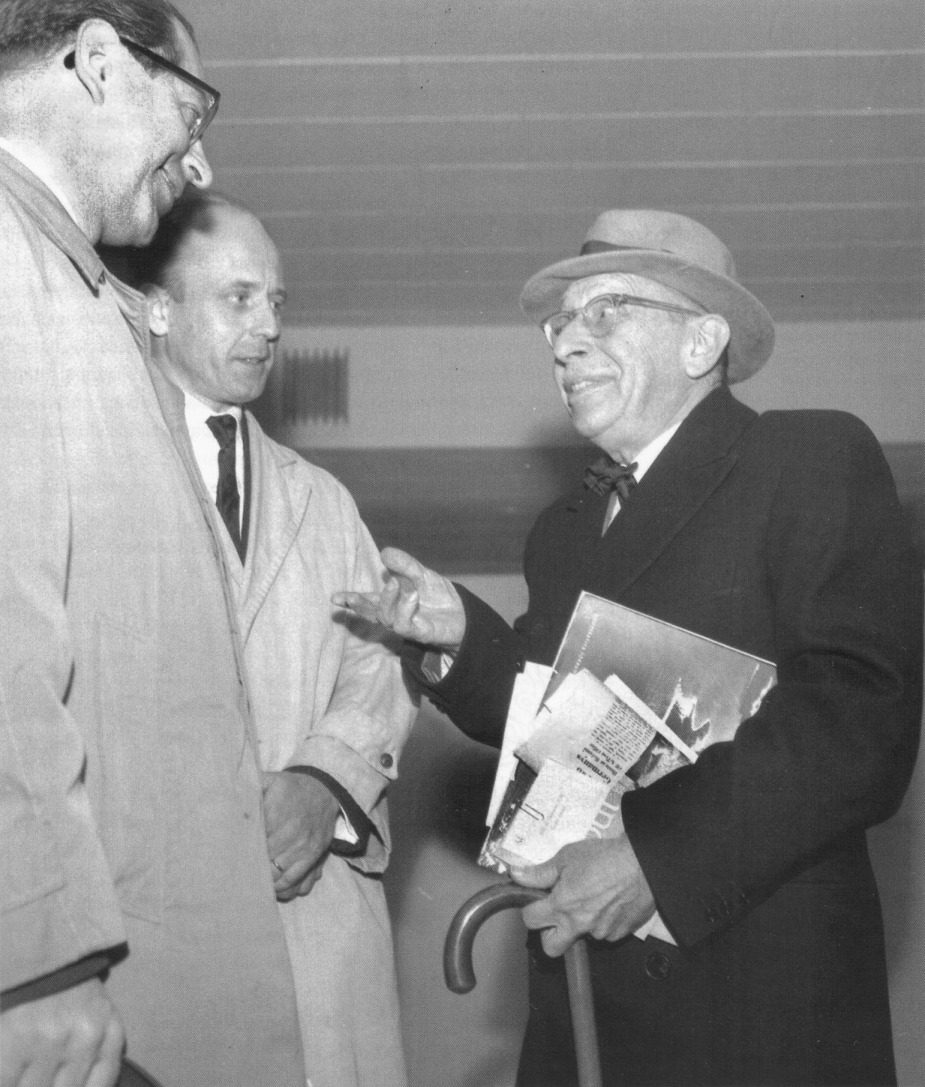
Craft (links) und Strawinsky, 1961

Robert Lawson Craft (* 20. Oktober 1923 in Kingston, New York; † 10. November 2015 in Gulf Stream, Florida) war ein US-amerikanischer Dirigent und Musikwissenschaftler.

## Leben
Craft war ab 1948 und bis zu dessen Tod 1971 Sekretär und Assistent von Igor Strawinsky, dem er seit den 1960er Jahren zahlreiche Veröffentlichungen widmete. Er galt als eine Art „Eckermann“ Strawinskys.
Craft, der sich bereits früh für die Zweite Wiener Schule interessierte und einsetzte – auch gegenüber seinem ursprünglich mit Arnold Schönberg verfeindeten Mentor –, galt dirigentisch als Spezialist der klassischen Moderne, nahm jedoch auch Werke von Gesualdo, Monteverdi und Johann Sebastian Bach auf.

## Libretto
- The Flood. Ein musikalisches Spiel. Musik (1961/62): Igor Strawinsky. UA (konzertant) 1962, (Bühnenfassung) 1963.

## Schriften (Auswahl)
- Stravinsky - glimpses of a life.
  - Strawinsky : Einblicke in sein Leben. Übersetzung Vera Calábria. Zürich: Atlantis Musikbuch-Verlag, 2000
- Stravinsky - chronicle of a friendship.
  - Strawinsky – Chronik einer Freundschaft. Übersetzung Gabriele Schneider-Kliemt. Atlantis Musikverlag, Zürich/Mainz 2000, ISBN 3-254-00229-6
- Down a path of wonder. Redhill, Surrey: Naxos Books, 2006